# Gornja vas, Šmarjeta v Rožu
Gornja vas (nemško Oberdörfl) je naselje v Občini Šmarjeta v Rožu v Okraju Celovec-dežela na Koroškem v Avstriji.